# Rivière Victorine
La rivière Victorine est un cours d'eau qui coule à Haïti dans le Département du Centre. Elle est un affluent de la rivière Lociane. 

## Géographie
La rivière prend sa source dans le Massif du Nord puis s'oriente vers le Sud-est. Après un parcours d'environ 15 kilomètres, la rivière Victorine rejoint la rivière Lociane à la hauteur de la ville de Cerca-la-Source.